# Matias de Figueiredo e Melo
Matias de Figueiredo e Melo (Arganil, cerca de 1653 - Olinda, 18 de julho de 1694) foi um prelado da Igreja Católica português, bispo de Olinda, que serviu como Governador de Pernambuco.

## Biografia
A sua nomeação como bispo de Olinda por Dom Pedro II foi em 12 de maio de 1687 e foi consagrado em 28 de março de 1688 por Dom Veríssimo de Lencastre, arcebispo-emérito primaz de Braga. Antes de ter sido eleito bispo de Olinda, tinha sido designado para a Diocese de Angola, onde nem chegou a tomar posse.
Consta que fez visitas pastorais e era tido em sua época como caridoso. Consta, também, que impossibilitado de abrir um Seminário diocesano, confiou a formação de 50 novos sacerdotes aos jesuítas. Após a morte de Fernão Cabral, que recém tinha assumido o governo, e dada a desordem que acontecia na Capitania, atuou como Governador de Pernambuco de 13 de setembro de 1688 a 25 de maio de 1689.
Depois dessa passagem política, parece que terá se desentendido com um dos governadores seguintes António Félix Machado da Silva e Castro.
Faleceu em Olinda em 18 de julho de 1694 e encontra-se sepultado na Catedral de Olinda.